# Am Schwedderberg 1, 2, 4, 6, 7a, 8, 9a, 10, 12, 14, 16, 20, 22, 24, 26 (Gernrode)

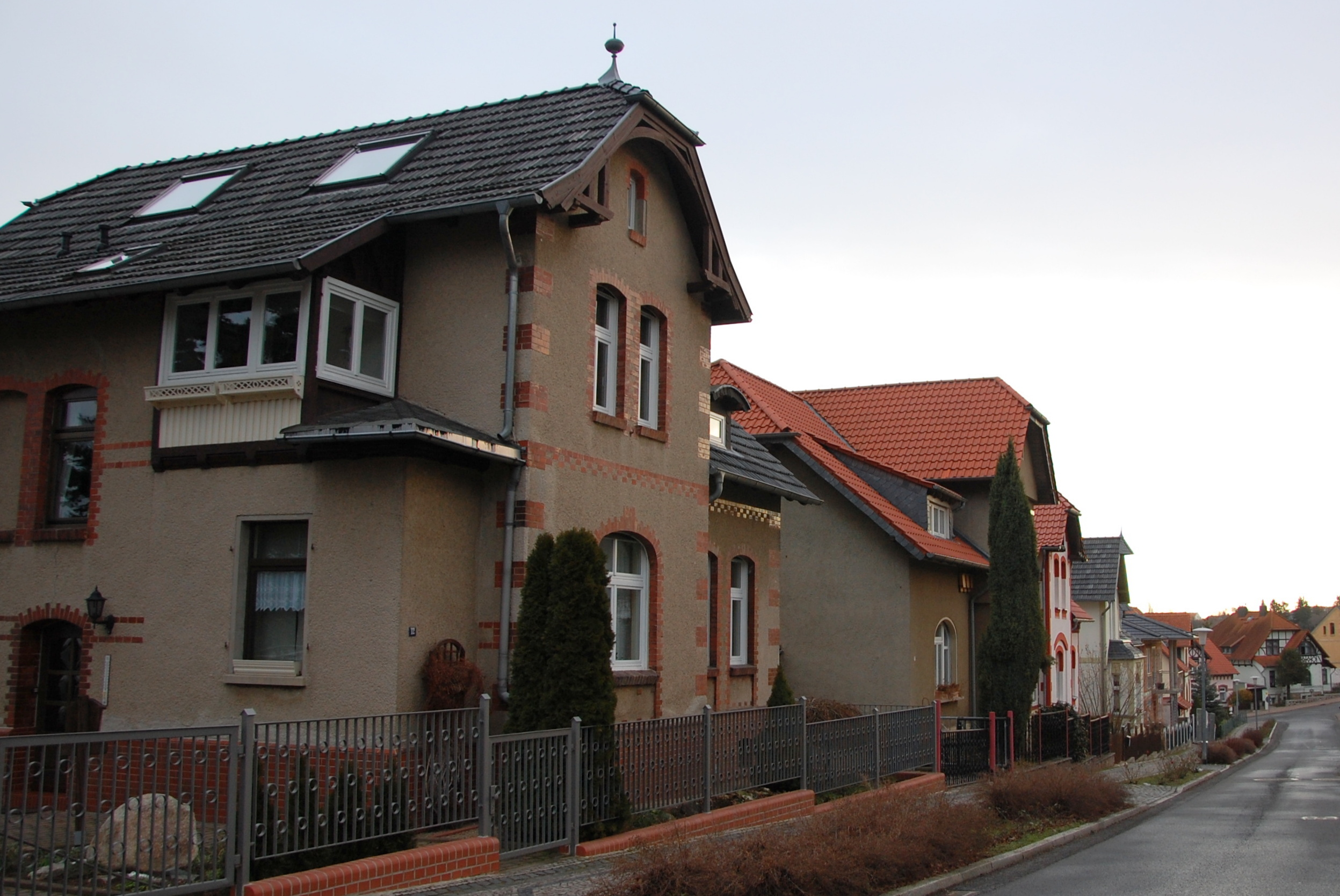
Häusergruppe Am Schwedderberg

Am Schwedderberg 1, 2, 4, 6, 7a, 8, 9a, 10, 12, 14, 16, 20, 22, 24, 26 ist die im örtlichen Denkmalverzeichnis eingetragene Bezeichnung für eine denkmalgeschützte Häusergruppe im zur Stadt Quedlinburg in Sachsen-Anhalt gehörenden Ortsteil Stadt Gernrode.

## Lage
Sie befindet sich westlich des historischen Ortskern Gernrodes, am Fuße des Schwedderbergs.

## Architektur und Geschichte
Die Häusergruppe stellt den kleinen Rest einer ursprünglich sich entlang der Straße ziehenden Villensiedlung dar. Die Villen entstanden Anfang des 20. Jahrhunderts und weisen Elemente des Jugendstils und des Historismus auf.
Zur Häusergruppe gehören auch die darüber hinaus als Einzeldenkmal ausgewiesenen Häuser Am Schwedderberg 6 und 7a.